# Humberto Maturana
Humberto Maturana, född 14 september 1928 i Santiago, död 6 maj 2021 i Santiago, var en chilensk biolog och filosof som är känd för att tillsammans med Francisco Varela ha utvecklat teorin om autopoiesis.